# 부르봉파르마의 르네

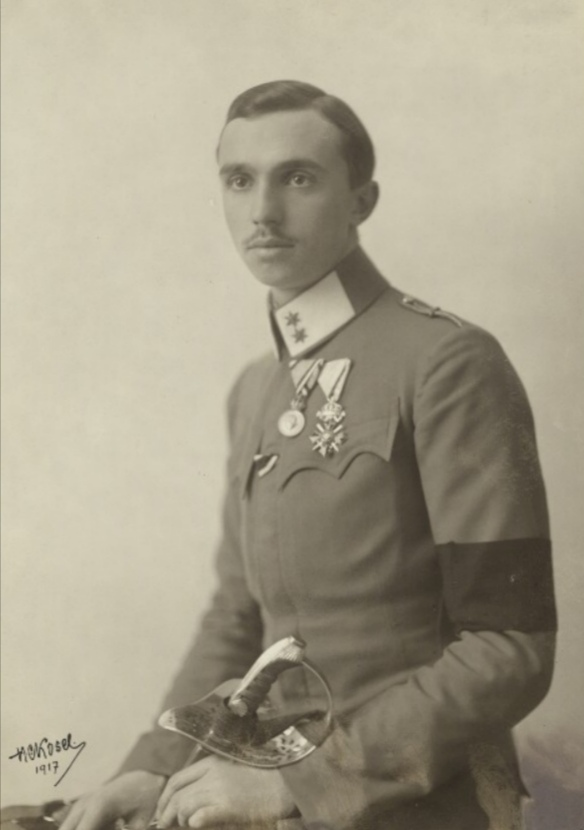
부르봉파르마의 르네

부르봉파르마의 르네(Prince René of Bourbon-Parma, 1894년 10월 17일 ~ 1962년 7월 30일)는 파르마 공작 로베르토 1세와 그의 두 번째 아내 포르투갈 인판타 마리아 안토니아의 일곱 번째 생존 아들이었다. 1921년에 그는 덴마크 공주 마르가레트와 결혼했다. 그들은 루마니아의 전 국왕 미하이 1세의 아내인 아나를 포함하여 3남 1녀를 두었다.